# Jean-Louis Fraysse
Pour les articles homonymes, voir Fraysse.
Cet article court présente un sujet plus développé dans : Michel Grimaud.
Jean-Louis Fraysse (né le 28 juillet 1946 à Cransac dans l'Aveyron et mort le 27 juillet 2011  à Montferrat dans le Var), est un écrivain français.

## Biographie
Il a signé avec son épouse, Marcelle Perriod, de nombreuses œuvres de littérature de jeunesse sous le pseudonyme collectif de Michel Grimaud. Jean-Louis Fraysse tenait aussi régulièrement un blog personnel sous le titre Le Coucou de Claviers,.
Il a reçu le prix Sobrier-Arnould de l’Académie française en 1983 pour Les contes de la ficelle.